# Sophora moorcroftiana
Sophora moorcroftiana är en ärtväxtart som först beskrevs av George Bentham, och fick sitt nu gällande namn av John Gilbert Baker. Sophora moorcroftiana ingår i släktet soforor, och familjen ärtväxter.

## Underarter
Arten delas in i följande underarter:
- S. m. moorcroftiana
- S. m. nepalensis

## Bildgalleri

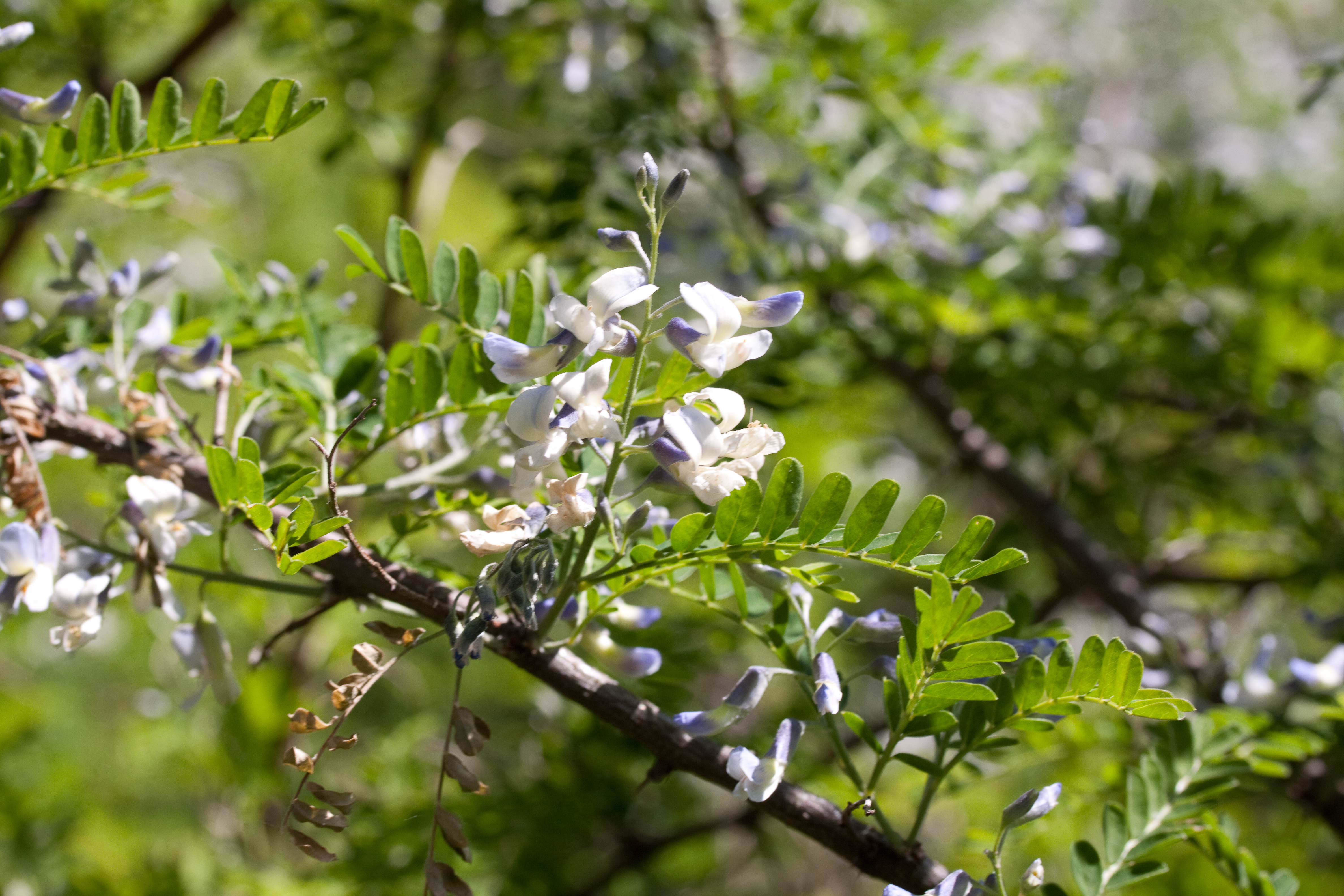
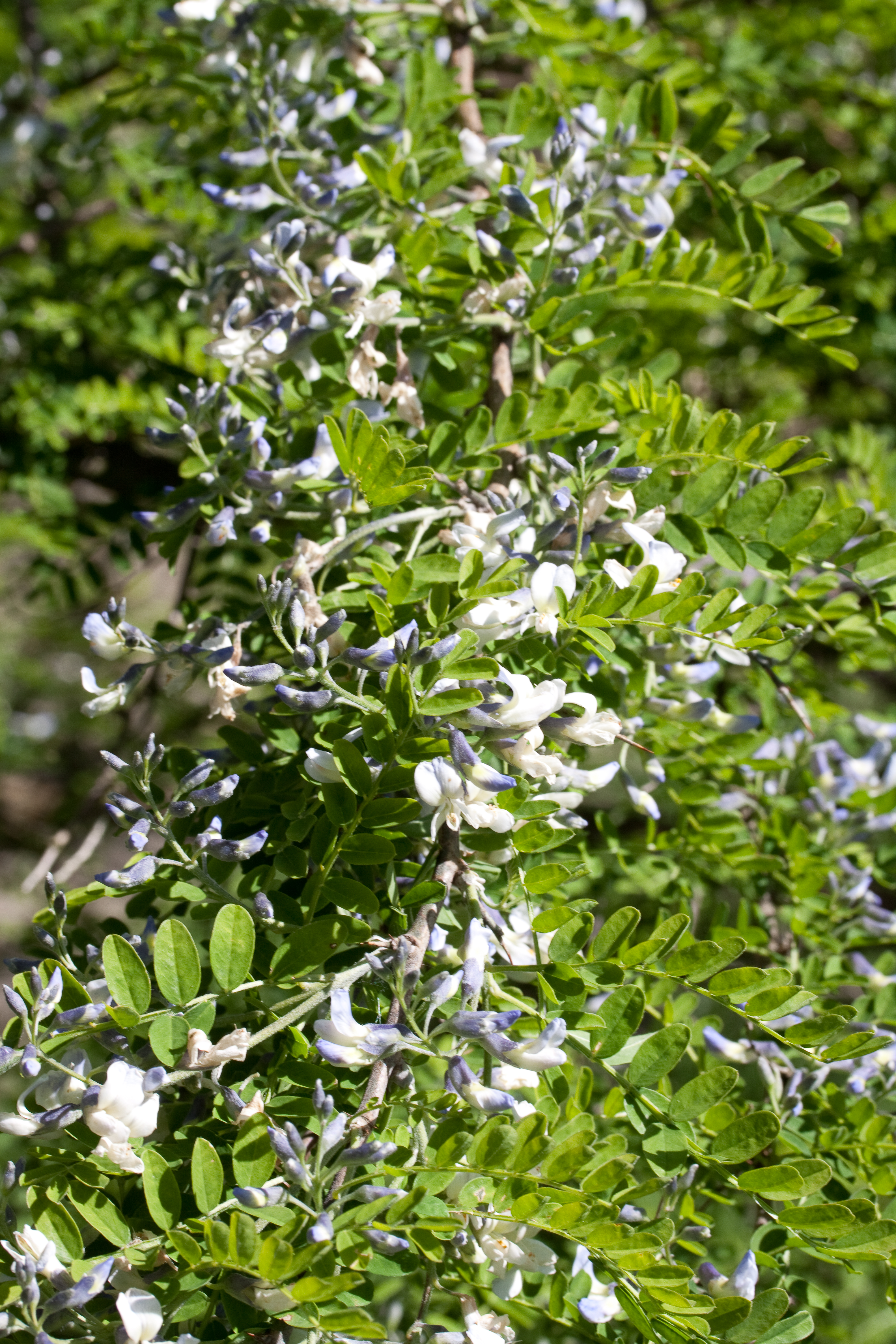